# DVD-RAM
DVD-RAM (kratica od engleskog Digital Versatile Disc-Random Access Memory, digitalni svestrani disk-memorija nasumičnog pristupa) je optički disk predstavljen 1996. sličan DVD-RW i DVD+RW diskovima, no pruža veći broj brisanja. DVD±RW disk moguće je brisati 1 000 puta, dok je DVD-RAM disk moguće brisati do 100 000 puta. Brže verzije DVD-RAM diskova pružaju manji broj brisanja (3× 100 000 brisanja, 5× 10 000 brisanja) no to je još uvijek mnogo više od DVD±RW diskova.

## Fizička svojstva
| Vrsta diska | Veličina (GB) | Veličina (GiB) |
| ----------- | ------------- | -------------- |
| DVD-RAM SS  | 4.7           | 4.38           |
| DVD-RAM DS  | 9.4           | 8.76           |

SS=Single-sided, jednostrani, DS=Double-sided, dvostrani.
Postoje i manji, miniDVD-RAM diskovi veličine 1.46 GB jednostrani i 2.8 GB dvostrani te promjera 8 cm, ali su vrlo rijetki.

## Prednosti
- Dug život - u slučaju neoštećenja, podaci se mogu zadržati 30 godina te se zato DVD-RAM diskovi koriste u arhivama.
- Više brisanja od DVD±RW diskova
- Pouzdano zapisivanje na disk, tako da provjere nisu potrebne.
- Ovisno o operacijskom sustavu, za zapisivanje podataka na disk nisu potrebni programi, nego je disk dostupan kao pomični tvrdi disk.
- Manji blok, veličine 2 048 bajtova, troši manje mjesta kod zapisa malenih datoteka na disk.

| Disk       | Veličina |
| ---------- | -------- |
| DVD-RAM DS | 9.4 GB   |
| DVD±RW DL  | 8.5 GB   |

DL=dual layer, dvoslojni.

## Nedostaci
- Manje je kompatibilan s uređajima od DVD±RW diskova iako je predstavljen prije (DVD±RW diskovi su predstavljeni 1998.)
- Manja popularnost od DVD±RW diskovima čini prazne diskove težim za naći u trgovinama
- Skuplji je od DVD±RW diskova